# Högkamtjärnarna (Jörns socken, Västerbotten, 723838-168058)
Högkamtjärnarna är en sjö i Skellefteå kommun i Västerbotten och ingår i Skellefteälvens huvudavrinningsområde.